# Bannwarth-Syndrom
Das Bannwarth-Syndrom ist eine Unterform der Neuroborreliose, ausgelöst durch Borrelia burgdorferi. Der Symptomkomplex besteht aus der Triade aus schmerzhafter Myelo-Radikulitis (Entzündung der Wurzeln der Spinalnerven), lymphozytärer Meningitis und Ausfällen von Hirnnerven, besonders oft einer Fazialislähmung.

## Erstbeschreibung
Der Münchner Neurologe Alfred Bannwarth (1903–1970) wurde lange als Erstbeschreiber des klinischen Syndroms angesehen, er beschrieb es 1941 aufgrund der Entzündungsreaktionen im Liquor cerebrospinalis („Nervenwasser“) als „Lymphozytäre Meningoradikulitis“. Erst Jahre nach seinem Tod wurde die eindeutig bakterielle Genese erkannt, und das Bannwarth-Syndrom als Sonderform der Borreliose bzw. Lyme-Erkrankung erkannt. Es wird heute als klinische Manifestation des Sekundärstadiums der Lyme-Borreliose aufgefasst.
Viele Jahre vor Bannwarth hatten schon die Franzosen Garin und Bujadoux 1922 ähnliche Fälle beschrieben, weshalb das Syndrom vor allem im Französischen auch als Garin-Bujadoux-Bannwarth-Syndrom bezeichnet wird.

## Symptome
Die Meningoradikulitis ist eine subakute Erkrankung, bei der sich die Symptome über Wochen entwickeln. Neben den typischen Symptomen vor allem mit radikulären Schmerzen und der Muskelschwäche sind häufig auch spinale Parästhesien, Schlafstörungen, Kopfschmerzen, Erschöpfung zu finden. Daneben tritt bei der Hälfte der Patienten im Krankheitsverlauf ein Erythema migrans auf, das wegweisend für die Diagnose einer Lyme-Borreliose ist. Fast alle Patienten haben radikuläre Schmerzen, die typischerweise mehrere benachbarte Nervenwurzeln betreffen und im Bereich des bestehenden oder vorausgegangenen Erythem bestehen.
Neben einer häufigen Fazialislähmung sind Ausfälle des Nervus trigeminus mit Hypästhesien im Gesichtsbereich die zweithäufigste Form von Hirnnerven-Ausfällen.
Viel seltener sind gastrointestinale Störungen, besonders Bauchschmerzen und Verstopfung. Auch schlaffe und aufsteigende Lähmungen wurden beschrieben.

## Diagnostik
In der Liquorpunktion finden sich vermehrt Lymphozyten ("Lymphozytäre Pleozytose")
mit erhöhtem Proteinspiegel bei normalem Glucosewert.
Die Diagnose erfolgt per Erregernachweis über ELISA und Bestätigung mittels Western Blot. Neuere Entwicklungen versuchen, Antikörper gegen das Oberflächenprotein C6 nachzuweisen, was bereits im ersten Monat eine höhere Sensitivität aufweist.

## Therapie
Die Meningo-Radikulitis ist sehr gut behandelbar, und die Behandlung sollte bei typischer Symptomatologie bereits vor dem Erregernachweis eingeleitet werden. Bei 95 % der Patienten kommt es zu einer Verbesserung der Symptomatik unter 10- bis 28-tägiger Antibiotika-Therapie. In einer großen Übersichtsarbeit wurden parenterales Penicillin, Ceftriaxon, Cefotaxim und Doxycyclin als effektive Antibiotika beschrieben. Orales Doxycyclin und parenterale Betalactame werden als gleichwertig eingestuft.